# Roosevelt (Auto)
Roosevelt bzw. Roosevelt Eight war ein Auto, das von der Marmon Motor Car Company in Indianapolis (Indiana) in den Modelljahren 1929 und 1930 unter dem Markennamen Roosevelt angeboten wurde.

## Beschreibung
Der Roosevelt wurde nach dem amerikanischen Präsidenten Theodore Roosevelt benannt und sollte ein „erschwingliches“ Automobil sein. Er war das erste US-amerikanische Auto mit Reihen-Achtzylindermotor, das weniger als 1000 US-Dollar kostete. Der Motor hatte rund 3300 cm³ Hubraum und leistete 72 bhp (53 kW).  Die Fahrzeuge hatten einen Radstand von 2870 mm. Es gab vier verschiedene Aufbauten: eine Limousine (995 Dollar), ein Coupé (995 Dollar), ein Victoria-Coupé (1065 Dollar) und ein Collegiate-Coupé (1905 Dollar).
Der kaum veränderte Nachfolger wurde ab 1931 mit einem stärkeren Motor versehen und wieder als Marmon Modell 70 angeboten.